# Ню Октанта
Ню Октанта (ν Октанта, Nu Octantis, ν Octantis, сокращ. nu Oct, ν Oct), — спектрально-двойная звезда в южном созвездии Октанта. Ню Октанта имеет видимую звёздную величину +3,73m, и, согласно шкале Бортля, видна невооружённым глазом даже на внутригородском небе (англ. Inner-city sky).
Из измерений параллакса, полученных во время миссии Gaia, известно, что звезда удалена примерно на 63,3 св. лет (19,4 пк) от Земли. Звезда наблюдается южнее 13° с. ш., то есть видна южнее оз. Чад, южнее шт. Карнатака (Индия), о. Миндоро, о. Бекия (арх. Гренадины), южнее стратовулкана Косигуина (Никарагуа) и залива Фонсека. Видна в южной приполярной области неба круглый год.
Ню Октанта движется весьма быстро относительно Солнца: её радиальная гелиоцентрическая скорость практически равна 34 км/с, что более чем в 3 раза больше скорости местных звёзд Галактического диска, а также это значит, что звезда удаляется от Солнца. Звезда приблизилось к Солнцу на расстояние 41 св. год 396 000 лет назад, когда оно имело яркость до величины 2,59m (то есть светило примерно как Дельта Льва светит сейчас). По небосводу звезда движется на юго-восток.
Средняя пространственная скорость Ню Октанта имеет компоненты (U, V, W)=(6,4, −39.8, −12.3), что означает U=6,4 км/с (движется по направлению к галактическому центру), V=−39,8 км/с (движется против направлении галактического вращения) и W=−12,3 км/с (движется в направлении галактического южного полюса). Галактическая орбита Ню Октанта находится на расстоянии от 19 788 св. лет до 28 316 св. лет от центра Галактики.

## Имя звезды
Ню Октанта (латинизированный вариант лат. Nu Octantis) является обозначением Байера, данное звезде Лакайлем в 1754 году. Хотя звезда и имеет обозначение ν (Ню — 13-я буква греческого алфавита), однако сама звезда — 1-я по яркости в созвездии.
Обозначения компонентов как Ню Октанта AB вытекают из конвенции, используемой Вашингтонским каталогом визуально-двойных звёзд (WDS) для звёздных систем, и принятого Международным астрономическим союзом (МАС).

## Свойства двойной звезды
Ню Октанта— это довольно близкая (звёзды не видны в телескоп) пара звёзд. Обе звезды отдалены друг от друга на угловое расстояние в 0,052 ″, что соответствует большой полуоси орбиты между компаньонами, по крайней мере, 2,63 а.е. и периоду обращения по крайней мере, 1051 дн. или 2,88 лет (для сравнения радиус орбиты астероида Фидес равен 2,64 а.е. и период обращения равен 4,3 года (подобный большой период обращения связан с тем, что Солнце имеет меньшую массу, чем звезда Ню Октанта A)). У орбиты довольно большой эксцентриситет, который равен 0,2368 (почти вдвое больший, чем у того же астероида Фидес). Таким образом, в процессе вращения друг вокруг друга звёзды, то сближаются на расстояние 2,00 а.е., то удаляются на расстояние 3,25 а.е. Наклонение в системе довольно велико и составляет 70,8 °.
Если мы будем смотреть со стороны Ню Октанта B на Ню Октанта A, то мы увидим оранжевую звезду, которая светит с яркостью от −27,41m, то есть с яркостью 1,85 светимости Солнц (в среднем, в зависимости от положения звезды на орбите). Причём угловой размер звезды (в среднем) будет — ~1,20°, то есть угловой размер звезды почти в 2,4 раза больше углового размера нашего Солнца. С другой стороны, если мы будем смотреть со стороны Ню Октанта A на Ню Октанта B, то мы увидим оранжевую звёздочку, которая светит с яркостью −21,91m, то есть с яркостью 0,01 светимости Солнц. Причём угловой размер звезды (в среднем) будет — ~0,11°, что составляет 22,3 % диаметра нашего Солнца. Более точные параметры звёзд приведены в таблице:
| | В периастре (2,00 а.е.)       | В периастре (2,00 а.е.) | В периастре (2,00 а.е.)        | В периастре (2,00 а.е.) | В апоастре (3,25 а.е.)        | В апоастре (3,25 а.е.) | В апоастре (3,25 а.е.)         | В апоастре (3,25 а.е.) |
| m | {\displaystyle L_{\bigodot }} | D°                      | {\displaystyle D_{\bigodot }}% | m                       | {\displaystyle L_{\bigodot }} | D°                     | {\displaystyle D_{\bigodot }}% |                        |
| --- | ----------------------------- | ----------------------- | ------------------------------ | ----------------------- | ----------------------------- | ---------------------- | ------------------------------ | ---------------------- |
| A→B | -22,51                        | 0,02                    | 0,16                           | 32 %                    | -21,45                        | 0,007                  | 0,1                            | 20 %                   |
| B→A | -28,01                        | 3,20                    | 1,57                           | 314 %                   | -26,95                        | 1,21                   | 0,97                           | 193,5 %                |
| - m — видимая звёздная величина; - {\displaystyle L_{\bigodot }} — светимость, выраженная в светимостях Солнца; - D° — угловой диаметр звезды выраженный в градусах (угловой диаметр Солнца — 0,5°); - {\displaystyle D_{\bigodot }}% — диаметр звезды выраженный в процентах от диаметра Солнца; |                               |                         |                                |                         |                               |                        |                                |                        |

### Свойства компонента A
Ню Октанта A — судя по её спектральному классу K1III является оранжевым гигантом, то есть вместо водорода ядерным «топливом» в ядре звезды уже служит гелий, а сама звезда сошла с главной последовательности. Звезда, в таком случае, будет излучать энергию со своей внешней атмосферы при температуре порядка 4860 К что будет придавать ей характерный оранжевый цвет звезды спектрального класса K.
Масса звезды ещё в XX веке определялась как 1,04 {\displaystyle M_{\bigodot }}. Однако уже в XXI веке, после более точного измерения орбиты, по законам Кеплера её масса стала считаться равной 1,61 {\displaystyle M_{\bigodot }}. А это значит, что исходя из теории звёздной эволюции, звезда начала свою жизнь как звезда главной последовательности спектрального класса A, а более конкретно A9V. Таким образом, тогда её радиус должен был быть равен 1,55 {\displaystyle R_{\bigodot }}, а температура её поверхности должна была быть порядка 7100 К. Светимость звезды тогда была 5,5 {\displaystyle L_{\bigodot }}. Для того, чтобы планета, аналогичная нашей Земле, получала примерно столько же энергии, сколько она получает от Солнца, её надо было бы поместить на расстоянии 2,35 а. е., но в данной звёздной системе это невозможно. Итак в настоящее время звезда эволюционирует: её радиус увеличивается, а температура поверхности падает.
В связи с небольшим расстоянием до звезды её радиус может быть измерен непосредственно, и первая такая попытка была сделана в 1967 году и поскольку звезда двойная, то скорее всего измерялся радиус наиболее яркого компонента. Данные об этих измерениях приведены в таблице.
| Год  | m    | Спектр | D (mas) | Rабс ({\displaystyle R_{\bigodot }}) | Комм.  |
| 1967 | 3.75 | K0III  | —       | 7.6                                  | [ 21 ] |
| 1969 | 3.29 | K0III  | 2.9     | 12                                   | [ 22 ] |

Сейчас мы знаем, что радиус составляет 5,9 {\displaystyle R_{\bigodot }}, то есть измерение 1967 года было наиболее адекватным, но не точным. Светимость Ню Октанта A равна 17,53 {\displaystyle L_{\bigodot }}, что совсем не много для настоящего гиганта.
Поверхностная гравитация, чьё значение равно 2,0 СГС или 100 м/с2, то есть в 2,74 раза меньше, чем на Солнце (274,0 м/с2). также указывает на то, что звезде есть куда эволюционировать, впереди у неё ещё несколько десятков миллионов лет жизни, поскольку у красных гигантов значение поверхностной гравитации равно ~1,5 СГС. Скорость вращения у Ню Октанта A в общем солнечная и равна 2,0 км/с, что даёт период вращения звезды — 153,4 или порядка 5 месяцев.
К сожалению, не известен точный текущий возраст системы который определён как 2,5-3 млрд., но известно, что звёзды с массой 1,61 {\displaystyle M_{\bigodot }} живут на главной последовательности порядка 2,64 млрд. лет. Таким образом, через несколько десятков миллионов лет Ню Октанта A станет красным гигантом. При чём в этой фазе своего существования она может поглотить Ню Октанта B, возможно, произведя вспышку, подобную новой звезде, а затем, сбросив внешние оболочки, она станет белым карликом.

### Свойства компонента B
Звезда Ню Октанта B, судя по её массе, которая равна 0,585 {\displaystyle M_{\bigodot }} является оранжевым карликом спектрального класса, скорее всего, K8V то есть водород в ядре звезды служит ядерным «топливом», а сама звезда находится на главной последовательности. Звезда излучает энергию со своей внешней атмосферы при температуре порядка 4000 К что будет придавать ей характерный оранжевый цвет Её радиус должен быть порядка 0,6 {\displaystyle R_{\bigodot }}, а светимость порядка 0,1 {\displaystyle L_{\bigodot }}.

## Планетная система
В 2009 году была выдвинута гипотеза, что система содержит как минимум одну экзопланету, основанную на возмущениях в орбитальном периоде. Простое решение было быстро исключено, но ретроградная орбита остаётся возможным решением, хотя вместо этого изменения в спектре могут быть связаны с тем, что вторичная звезда сама по себе является близкой двойной системой, поскольку образование планеты в такой системе будет затруднено из-за динамических возмущений.
Таким образом, Ню Октанта имеет одну неподтверждённую планету, газовый гигант с обозначением Ню Октанта b. Нарушения в спектре более крупной звезды предполагают, что планета вращается вокруг родительской звезды за 1,14 года на расстоянии 1,3 а.е. Её приблизительная масса составляет 2.1 массы Юпитера. Эксцентриситет орбиты в четыре раза меньше, чем у Ню Октанта B и равен 0,086.
Если мы будем брать систему всю Ню Октанта, то увидим, что два объекта «резонируют» в соотношение 2:5: планета делает 5 оборотов вокруг Ню Октанта A, а Ню Октанта B делает 2 оборота. Такая планета имела бы крайне нестабильную орбиту, и трудно понять, как она могла бы существовать (в отличие от случая с 16 Лебедя B b, где две звезды имеют гораздо большее расстояние друг от друга). Существуют и другие возможности для спектральных возмущений, и реальность планеты ещё не подтверждена.

## История изучения кратности звезды
В 1978 году английские астрономы Морган, Беддос , Скаддан и Даймти англ. Morgan B.L., Beddoes D.R., Scaddan R.J. and Dainty J.C. открыли методами спекл-интерферометрии двойственность Ню Октанта, то есть был открыл компонент AB и звёзды вошли в каталоги как BLM 6. Согласно Вашингтонскому каталогу визуально-двойных звёзд, параметры этих компонентов приведены в таблице:
| Компонент | Год  | Количество измерений | Позиционный угол | Угловое расстояние | Видимая звёздная величина компонента I | Видимая звёздная величина компонента II |
| AB        | 1976 | 1                    | 331°             | 0.1″               | 3.73m                                  | —                                       |

Обобщая все сведения о звезде, можно сказать, что у звезды Ню Октанта есть спутник (компонент AB), звезда, находящаяся на очень малом угловом расстоянии, которое она меняет, двигаясь по эллиптической орбите и она, несомненно, настоящий компаньон.

## Ближайшее окружение звезды
Следующие звёздные системы находятся на расстоянии в пределах 20 световых лет от звезды Ню Октанта (включены только: самая близкая звезда, самые яркие (<6,5m) и примечательные звёзды). Их спектральные классы приведены на фоне цвета этих классов (эти цвета взяты из названий спектральных типов и не соответствуют наблюдаемым цветам звёзд):
| Звезда      | Спектральный класс | Расстояние, св. лет |
| Глизе 818.1 | F9.5V              | 9.57                |
| HD 1237     | G6 V               | 14.46               |
| AY Индейца  | M2e V              | 17.34               |

Рядом со звездой, на расстоянии 20 световых лет, есть ещё порядка 10 красных, оранжевых карликов и жёлтых карликов спектрального класса G, K и M, а также 3 белых карлика, которые в список не попали.